# Сосницкий полк
Сосницкий полк — военно-административная единица Войска Запорожского со столицей в Соснице, созданная в 1648 году.

## История
Сосницкий полк был основан летом 1648 года в ходе восстания Хмельницкого в составе Волынской, двух Сосницких и Киселевской сотен. После Зборовского мира 1649 года полк был ликвидирован, а его сотни вошли в состав Черниговского полка. В 1654 году Сосницкая сотня вошла в состав Нежинского полка. В 1663 году гетман Иван Брюховецкий восстановил полк из сотен Нежинского полка, примыкавших к Соснице. В 1668 году полк был упразднен гетманом Демьяном Многогрешным.

## Полковники
Реестр полковников Сосницкого полка:
1. Рукашка, Леонтий (1648-1649)
2. Хмельницкий, Юрий Михайлович (1649)
3. Скидан, Яков (1663-1664)
4. Холод, Фёдор (1664-1668)